# Fenestrulina asturiasensis
Fenestrulina asturiasensis is een mosdiertjessoort uit de familie van de Microporellidae. De wetenschappelijke naam van de soort is voor het eerst geldig gepubliceerd in 1992 door Alvarez.